# صوفي ويصا
صوفي حبيب جوجري ويصا نساجة ورسامة مصرية، وشريكة مؤسسة في مركز رمسيس ويصا واصف للفنون،

## حياتها
وُلدت عام 1922 بالقاهرة. هي ابنة الرسام حبيب جورجي، الذي شجعها على الالتحاق أكاديمية الفنون حيث تخرجت فيه عام 1946 لتُصبح معلمة فنون. بالإضافة لدراستها، كانت لصوفي اهتمامات في مجال العمل المجتمعي، حيث أسست نادي في منطقة فقيرة بالقاهرة ليمارس فيه الأطفال الرياضة ويتعلمون الفن وبعض مهارات العمل.
تُعد صوفي رسامة ذات إنجازات هامة وخبيرة بالأصباغ الطبيعية الخاصة بالصوف. وقد عُرضت أعمال صوفي في أكثر من مكان بالقاهرة ويضم متحف ويصا واصف أيضًا بعضًا من أعمالها الخاصة.

### زواجها
في عام 1948، تزوجت من رمسيس ويصا واصف، وأنجبا سوزان ويوانا. قرر الزوجان على العمل على مشروع سويًا واشترا أرضًا في منطقة الحرانية وأنشئا مركز الحرانية للفنون.

## عملها
في عام 1969، أنشأت صوفي مقصفًا للعاملين، وشرعت في تعليمهم كيفية إعداد طعام صحي لأطفالهم. ومع نمو ثقة أهل الحرانية في صوفي ورمسيس؛ سمحوا للسيدات بالعمل في المركز. وفي المقابل، هيأ الزوجان لسيدات القرية مناخًا صحيًا وآمنًا للعمل، حيث ارتقى المركز بوضع السيدات العاملات به.
عقب وفاة زوجها عام 1974، تولت صوفي مهام الإشراف علي مجموعة من الفنانين الذين قد بدؤا مشروعًا جديدًا مع زوجها. وقد عُرفت هذه المجموعة بالجيل الأول للنساجين المصريين في العصر الحديث.
عام 1989، قامت صوفي ببناء متحف في حديقة المركز، حيث جمعت المجموعة الدائمة لزوجها الراحل وأبرزت تطور النساجين منذ البدايات الأولية للتجربة.